# Stigläder

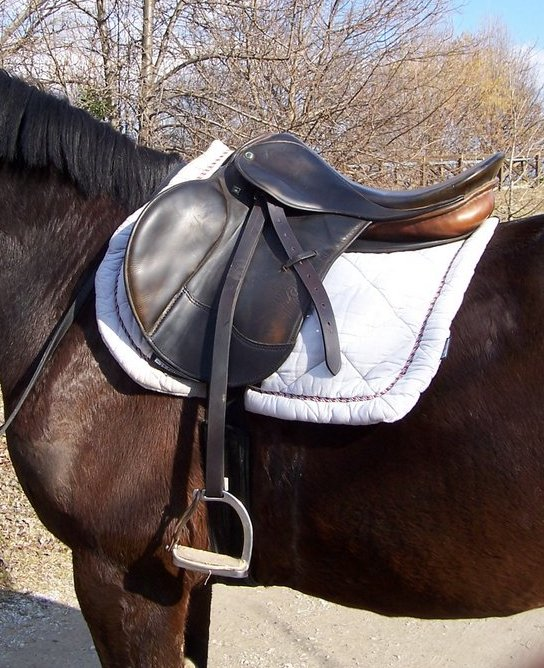
Stigläder. Spännet ligger under sadelkåpan och den överblivna remänden är fastsatt i en hälla.

Stigläder är de remmar som stigbyglarna är fästa i, vid sadeln på en häst eller annat riddjur. Stigläder tillverkas vanligen av läder. De har ett spänne med torne i den ena ändan och ett flertal hål i den andra änden, så att man kan justera stiglädrets längd. Hålen kan vara numrerade för att man enklare ska kunna få samma längd på höger och vänster stigläder.

## Justering och användning
För enklare motionsridning brukar tumregeln vara att stiglädrets längd ska motsvara längden av ryttarens arm, vilket man kan kontrollera innan man sitter upp. När man är uppsutten bör stiglädren vara så långa att stigbygelns platta är i höjd med ryttarens fotknölar när ryttaren låter sina ben hänga rakt ned. För lättridning och hoppning kan man korta stiglädren några hål. På galopptävlingar är stiglädren maximalt avkortade.